# Мачен (повіт)
34°28′45″ пн. ш. 100°14′17″ сх. д. / 34.47916° пн. ш. 100.23794° сх. д.
Мачен (кит. 玛沁县, пін. Măqìn Xiàn, трансліт. Maqên) — один із повітів КНР у складі Голо-Тибетської автономної префектури, провінція Цинхай. Адміністративний центр — містечко Дау.

## Географія
Мачен лежить на висоті близько 3700 метрів над рівнем моря на північному сході Тибетського плато (гори Аньє-Мачен) у верхній течії Хуанхе.

### Клімат
Повіт знаходиться у зоні, котра характеризується континентальним субарктичним кліматом. Найтепліший місяць — липень із середньою температурою 10,2 °C. Найхолодніший місяць — січень, із середньою температурою -11,9 °С.
| Клімат повіту Мачен     | Клімат повіту Мачен | Клімат повіту Мачен | Клімат повіту Мачен | Клімат повіту Мачен | Клімат повіту Мачен | Клімат повіту Мачен | Клімат повіту Мачен | Клімат повіту Мачен | Клімат повіту Мачен | Клімат повіту Мачен | Клімат повіту Мачен | Клімат повіту Мачен | Клімат повіту Мачен |
| Показник                | Січ.                | Лют.                | Бер.                | Квіт.               | Трав.               | Черв.               | Лип.                | Серп.               | Вер.                | Жовт.               | Лист.               | Груд.               | Рік                 |
| Середній максимум, °C   | −0,5                | 1,6                 | 5,4                 | 9,5                 | 12,6                | 14,8                | 17                  | 17                  | 14,1                | 9,1                 | 4,1                 | 0,7                 | 8,8                 |
| Середня температура, °C | −11,9               | −8,8                | −4                  | 0,9                 | 5                   | 8,2                 | 10,2                | 9,5                 | 6,4                 | 0,9                 | −6,3                | −11,1               | −0,1                |
| Середній мінімум, °C    | −21,4               | −17,7               | −11,6               | −6,2                | −1,3                | 2,7                 | 4,6                 | 3,6                 | 1,1                 | −4,5                | −13,8               | −20,2               | −7,1                |
| Норма опадів, мм        | 2.8                 | 4.3                 | 8.2                 | 19.4                | 55.3                | 99.4                | 115.1               | 92.5                | 79.5                | 32.1                | 3.5                 | 1.6                 | 513.7               |
| Вологість повітря, %    | 53                  | 51                  | 52                  | 56                  | 63                  | 70                  | 73                  | 72                  | 73                  | 67                  | 58                  | 54                  | 61.8                |
| ----------------------- | ------------------- | ------------------- | ------------------- | ------------------- | ------------------- | ------------------- | ------------------- | ------------------- | ------------------- | ------------------- | ------------------- | ------------------- | ------------------- |
| Джерело: data.cma.cn    |                     |                     |                     |                     |                     |                     |                     |                     |                     |                     |                     |                     |                     |